# Necar Zadegan
Necar Zadegan (persisch نکار زادگان Necar Zadegan; * 20. Juni 1982 in Heidelberg, Deutschland) ist eine iranisch-US-amerikanische Theater- und Filmschauspielerin sowie Model. Größere Bekanntheit erreichte sie durch ihre Rolle der Dalia Hassan in der 8. Staffel der Fernsehserie 24.

## Biografie
Zadegan wurde in Heidelberg als Tochter iranischer Eltern geboren, verbrachte ihr Leben aber seit ihrer Kindheit in San Francisco. Im Alter von 16 begann Zadegan mit Auftritten auf dem Edinburgh Festival Fringe mit der Schauspielerei. Sie studierte an der University of California, Santa Barbara und erhielt einen Abschluss in englischer Literatur.
Ihren ersten Fernsehauftritt hatte Zadegan 2005 in einer Folge der Bernie Mac Show. 2010 spielte sie die Dalia Hassan in der 8. Staffel der Erfolgsserie 24. In der kurzlebigen Krankenhausserie Emily Owens verkörperte sie Gina Bandari, eine der Hauptcharaktere der Serie. In der Fernsehserie Girlfriends’ Guide to Divorce gehört sie zur Hauptbesetzung sowie in der Serie Extant in der zweiten Staffel zur Hauptbesetzung. In der US-Krimiserie Navy CIS: New Orleans übernahm sie ab der fünften Staffel die Rolle von Special Agent Hannah Khoury.

## Filmografie (Auswahl)
- 2005: The Bernie Mac Show (Fernsehserie, 1 Folge)
- 2006: Nip/Tuck – Schönheit hat ihren Preis (Nip/Tuck, Fernsehserie, 1 Folge)
- 2007: Navy CIS (NCIS, Fernsehserie, 1 Folge)
- 2007: The Unit – Eine Frage der Ehre (The Unit, Fernsehserie, 1 Folge)
- 2007: How I Met Your Mother (Fernsehserie, 1 Folge)
- 2008: Lost (Fernsehserie, 1 Folge)
- 2008: The Shield – Gesetz der Gewalt (The Shield, Fernsehserie, 1 Folge)
- 2010: CSI: Miami (Fernsehserie, 1 Folge)
- 2010: 24 (Fernsehserie, 20 Folgen)
- 2010: Unthinkable – Der Preis der Wahrheit (Unthinkable)
- 2010: Outlaw (Fernsehserie, 2 Folgen)
- 2010–2011: The Event (Fernsehserie, 5 Folgen)
- 2010: Elena Undone
- 2011: A Gifted Man (Fernsehserie, 1 Folge)
- 2012: Harry’s Law (Fernsehserie, 1 Folge)
- 2012: Major Crimes (Fernsehserie, 1 Folge)
- 2012–2013: Emily Owens (Emily Owens, M.D., Fernsehserie, 13 Folgen)
- 2013: The Fosters (Fernsehserie, 1 Folge)
- 2014: Rake (Fernsehserie, 13 Folgen)
- 2014: Legends (Fernsehserie, 2 Folgen)
- 2014–2018: Girlfriends’ Guide to Divorce (Fernsehserie, 45 Folgen)
- 2015: Archer (Fernsehserie, 1 Folge, Stimme)
- 2015: Extant (Fernsehserie, 6 Folgen)
- 2018: The Good Doctor (Fernsehserie, 3 Folgen)
- 2018–2021: Navy CIS: New Orleans (NCIS: New Orleans, Fernsehserie, 58 Folgen)
- 2020: Star Trek: Picard (Fernsehserie, Folge 1x05)
- seit 2021: Mayor of Kingstown (Fernsehserie)
- 2025: Inheritance
- 2025: The Electric State
- 2025: The Rookie (Fernsehserie, 3 Folgen)